# People Have the Power
People Have the Power (englisch für „Die Menschen haben die Macht“) ist ein Lied der US-amerikanischen Punk- und Rockmusikerin, sowie Songwriterin Patti Smith das als Leadsingle auf Patti Smiths Album Dream of Life von 1988 veröffentlicht wurde. Den Text schrieb sie zusammen mit Fred "Sonic" Smith.

## Veröffentlichung
Die B-Seite der 12-Inch-Single enthielt den Song Where Duty Calls, der auf dem Album Dream of Life zu hören ist, und die nicht auf der LP enthaltene Ballade Wild Leaves.
Patti Smith veröffentlichte im Rahmen der New Yorker Klimawoche & Jubiläum der Organisation Pathway to Paris im Jahr 2020 zusammen mit anderen Musikern und unbekannten Menschen eine neue Video-Version ihres Songs People Have the Power. Einige der prominenten Unterstützenden waren Joan Baez, Cyndi Lauper, Michael Stipe, Stella McCartney, Tony Hawk und Nikolai Fraiture.
Menschen aus insgesamt 24 Ländern, 38 Städten und sechs Kontinenten wirkten an dem Video mit.